# Crucified Barbara
Crucified Barbara es un grupo de hard rock y heavy metal sueco formado en Estocolmo en 1998 e integrado exclusivamente por mujeres. Está formado por Mia Coldheart (guitarra solista y voz), Klara Force (guitarra y coros), Ida Evileye (bajo y coros) y Nicki Wicked (batería y coros). Su música puede ser descrita como una mezcla entre el heavy metal clásico y el hard rock, recordando la época del glam metal y el sleaze rock.

## Antecedentes
Crucified Barbara comenzaron en 1998 como una banda de punk rock, pero rápidamente encauzaron su estilo musical hacia el heavy metal. Las grabaciones tuvieron lugar en Kritianopel, Suecia, en los estudios Pama/Blakk Record con el productor Mankan Sedenberg, en la primavera de 2004. El sencillo "Losing the Game" fue lanzado el 8 de diciembre de 2005 y alcanzó el puesto número ocho en la lista de éxitos sueca. Su vídeo fue grabado y producido por M Industries. Su álbum debut, In Distortion We Trust, fue lanzado en Suecia el 19 de enero, y ahora está de nuevo a la venta en muchos países, incluyendo el Reino Unido, Francia, Alemania y Holanda. Además, participaron en el disco tributo a Motörhead, St. Valentine's Day Massacre, con la canción "Killed by Death". En noviembre de 2006 hicieron de teloneras para Motörhead y Clutch.
"In The Red" fue lanzado el 15 de septiembre de 2014. El CD fue grabado en Music Matic, un estudio en Gotemburgo, con el productor Chips Kiesby y el ingeniero Henryk Lip. Fue el sucesor de su disco "The Midnight Chase", editado en 2012.
En una entrevista con Metal Underground, Mia Coldheart, vocalista y guitarrista líder de Crucified Barbara, declaró sobre ""In The Red": "Hemos llevado nuestra composición a un nivel superior. Hemos trabajado duro en los grooves y las melodías vocales en esta ocasión".
"Nunca tuvimos ninguna regla al escribir nuestras canciones o para forzarlas en cualquier dirección o género, y esta vez cuando escribimos durante este periodo de tiempo, teníamos un poco de miedo de que todas las canciones sonaran iguales. Pero trabajamos muy duro en cada canción hasta que estuvimos muy satisfechas y el resultado, creo, es nuestro mejor disco hasta la fecha, lleno de canciones con vida propia que no suenan iguales a las demás".
En junio de 2016 las roqueras suecas Crucified Barbara decidieron terminar con la banda, dos años después del lanzamiento de su cuarto álbum, "In The Red".
En un comunicado de prensa en su website informaron a sus fans su retiro. 
El regreso
Después de años en los que no hubo ningún tipo de actividad de la agrupación, el 18 de octubre de 2024 Crucified Bárbara anunció su regreso a los escenarios, el cual tendrá lugar en junio de 2025 en el reconocido festival Sweden Rock, informó la banda a través de un comunicado.  

## Discografía
- In Distorsion we Trust. (2005)
- Til Death do us Party. (2009)
- The Midnight Chase. (2012)
- In The Red. (2014)